# Junya Sano
Junya Sano (佐野 淳哉, Sano Jun'ya), né le 3 novembre 1982 à Shizuoka, est un coureur cycliste japonais.

## Biographie
En 2013, il rejoint l'équipe italienne Vini Fantini-Selle Italia.

## Palmarès et résultats

### Palmarès par année
- 2009
  - 5e du championnat d'Asie sur route
  - 6e du championnat d'Asie du contre-la-montre
- 2010
  - 2e étape du Tour de Kumano
  - 2e du Tour de Hokkaido
  - 3e du Tour de León
  - 3e du Tour d'Okinawa
- 2011
  - 3e étape du Tour de Hokkaido
  - 2e du championnat du Japon du contre-la-montre
  - 3e du Tour de Taïwan
  - 3e de la Japan Cup
  - 3e du Tour d'Okinawa
- 2012
  - 2e du championnat du Japon du contre-la-montre
  - 3e du Tour de Guadeloupe
- 2014
  -  Champion du Japon sur route
  - 2e du championnat du Japon du contre-la-montre
- 2015
  - 5e du championnat d'Asie du contre-la-montre
- 2016
  - 2e du championnat du Japon du contre-la-montre
- 2017
  - Tour d'Okinawa
  - 2e du championnat du Japon du contre-la-montre
- 2018
  - 3e étape du Tour de Kumano
  - 2e du championnat du Japon sur route

### Classements mondiaux
| Année                                 | 2007 | 2008 | 2009 | 2010 | 2011 | 2012 | 2013 | 2014 | 2015 | 2016  | 2017  | 2018 | 2019  |
| ------------------------------------- | ---- | ---- | ---- | ---- | ---- | ---- | ---- | ---- | ---- | ----- | ----- | ---- | ----- |
| Classement mondial                    |      |      |      |      |      |      |      |      |      | 1460e | 1585e | 617e | 1793e |
| UCI Europe Tour                       | nc   | nc   | nc   | 622e | nc   | nc   | nc   | nc   | nc   | nc    | nc    | nc   |       |
| UCI Asia Tour                         | 259e | 102e | 62e  | 28e  | 45e  | 46e  | 277e | 78e  | 282e | 235e  | 263e  | 51e  | 151e  |
| UCI America Tour                      | nc   | nc   | nc   | nc   | nc   | 141e | nc   | nc   | nc   | nc    | nc    | nc   |       |
|                                       |      |      |      |      |      |      |      |      |      |       |       |      |       |
| Légende : nc = non classéSource : UCI |      |      |      |      |      |      |      |      |      |       |       |      |       |